# Antoine Hidrio
Antoine Hidrio (Levallois-Perret, 13 de diciembre de 1990) es un artista marcial mixto francés retirado que compitió en la división de peso mosca. Fue un ex campeón de peso mosca de Ultimate Warrior Challenge México, siendo hasta la fecha el único peleador europeo en ganar un título en una importante promoción mexicana.

## Carrera de artes marciales mixtas

### Carrera temprana
Comenzó su carrera en diciembre de 2012 en 100% Fight, una promotora de su Francia natal, derrotando a Norton Violet por decisión unánime. Pasó los siguientes tres años en dicha promoción, en la que acumuló cuatro victorias y dos derrotas.
Posteriormente en 2015, Hidrio se tomaría una pausa de las MMA por un tiempo indefinido.

### Ultimate Warrior Challenge México

#### Debut y Campeonato de Peso Mosca
Hidrio retornó al deporte en el año 2019, pero esta vez probando suerte en el extranjero. Fue programado para una pelea en la Ultimate Warrior Challenge de México el 24 de agosto, donde enfrentaría al Campeón de Peso Mosca Iván López en el evento UWC México 20. Hidrio tuvo un éxitoso regreso al llevarse la victoria con un ground & pound que le dio el campeonato, siendo uno de los peleadores a los que menos tiempo le tomó lograrlo.
En su primera defensa titular, Hidrio enfrentó a Jesús Aguilar el 29 de febrero de 2020 en UWC México 21. Perdió la pelea por sumisión en el primer asalto, y por ende, su reinado de 180 días terminaba.

## Campeonatos y logros
- Ultimate Warrior Challenge México
  - Campeonato de Peso Mosca de UWC
  - Primer peleador europeo en ganar un título en UWC

## Récord en artes marciales mixtas
| Récord profesional | Récord profesional | Récord profesional |
| 8 peleas           | 5 victorias        | 3 derrotas         |
| ------------------ | ------------------ | ------------------ |
| Nocaut             | 1                  | 0                  |
| Sumisión           | 2                  | 1                  |
| Decisión           | 2                  | 2                  |

| Resultado | Récord | Oponente            | Método                      | Evento                          | Fecha                   | Ronda | Tiempo | Localización     | Notas                                      |
| --------- | ------ | ------------------- | --------------------------- | ------------------------------- | ----------------------- | ----- | ------ | ---------------- | ------------------------------------------ |
| Derrota   | 5–3    | Jesús Aguilar       | Sumisión (guillotine choke) | UWC México 21                   | 29 de febrero de 2020   | 1     | 2:07   | Tijuana          | Perdió el Campeonato de Peso Mosca de UWC. |
| Victoria  | 5–2    | Iván López          | KO (ground & pound)         | UWC México 20                   | 24 de agosto de 2019    | 3     | 4:50   | Tijuana          | Ganó el Campeonato de Peso Mosca de UWC.   |
| Derrota   | 4–2    | Mamadou Gueye       | Decisión (unánime)          | 100% Fight 24: Punishment       | 31 de enero de 2015     | 3     | 5:00   | Paris            |                                            |
| Victoria  | 4–1    | Abdelmoumen Mssaate | Sumisión (rear-naked choke) | 100% Fight: Contenders 22       | 4 de octubre de 2014    | 1     | 2:11   | Bois-d'Haine     |                                            |
| Victoria  | 3–1    | Mickael Kanguichiev | Decisión (unánime)          | 100% Fight 20: Comeback         | 5 de abril de 2014      | 2     | 5:00   | Levallois-Perret |                                            |
| Derrota   | 2–1    | Kevin Petshi        | Decisión (unánime)          | 100% Fight 13: Day of Reckoning | 16 de febrero de 2013   | 3     | 5:00   | Aubervilliers    |                                            |
| Victoria  | 2–0    | Salah Elkas         | Sumisión (rear-naked choke) | 100% Fight: Contenders 17       | 29 de diciembre de 2012 | 1     | 4:00   | Paris            |                                            |
| Victoria  | 1–0    | Norton Violet       | Decisión (unánime)          | 100% Fight: Contenders 17       | 29 de diciembre de 2012 | 2     | 5:00   | Paris            |                                            |